# Bodião de cabeça azul
O Bodião-de-cabeça-azul ou Gudião-azul (Thalassoma bifasciatum), é uma espécie de Bodião da família Labridae, do gênero Thalassoma.

## Habitat
São encontrados em recifes de corais costeiros em todo Caribe (Flórida, Golfo do México e Bahamas) até o norte da América do Sul (Venezuela).

## Biologia
Alimentam-se principalmente de zooplâncton e pequenos animais bentônicos, mas também pode se alimentar de ectoparasitas de outros peixes, como a Garoupa de Nassau. Os machos são azul e verde, solitários, as fêmeas e os jovens são amarelos e costumam a formar pequenos cardumes próximos a corais e esponjas.

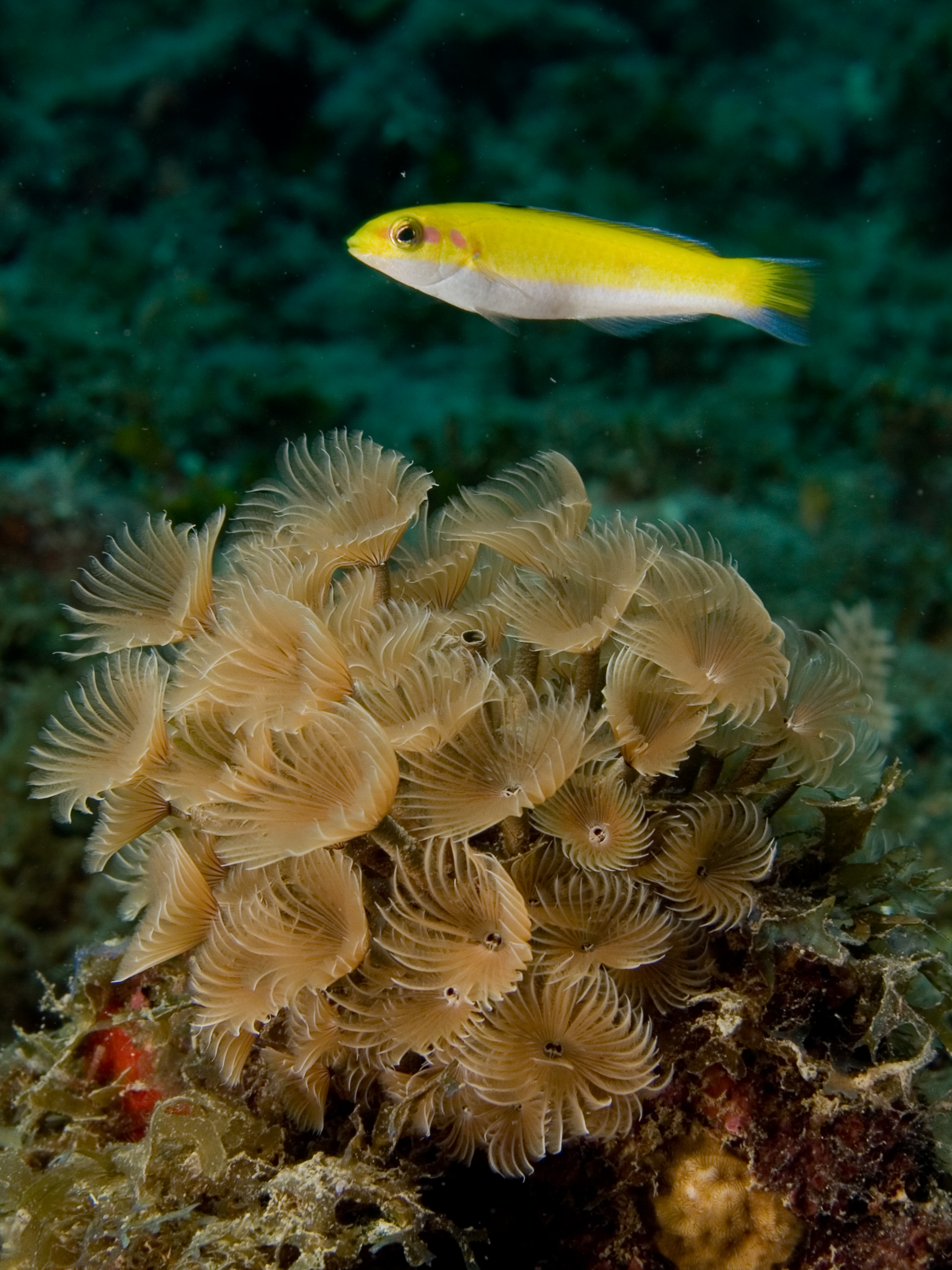
Exemplar jovem